# Yasuto Wakizaka
Yasuto Wakizaka (脇坂泰斗?, Wakizaka Yasuto; Yokohama, 11 giugno 1995) è un calciatore giapponese, centrocampista del Kawasaki Frontale, di cui è capitano.

## Carriera

### Club
È nella AFC Champions League che Wakizaka fa il suo debutto come calciatore professionista con la maglia del Kawasaki Frontale, il 18 aprile 2018 nel pareggio per 2-2 contro il Ulsan Hyundai entrando in partita nel secondo tempo, è nell'edizione successiva, quella del 2019 che segnerà la sua prima rete, infatti farà una doppietta nella vittoria per 4-0 contro il Sydney FC. Il Kawasaki Frontale vincerà la Coppa del Giappone nel 2019, Wakizaka segnerà il gol del 2-0 battendo il Nagoya Grampus e farà un altro gol nella semifinale, nella vittoria per 3-1 contro il Kashima Antlers, e nella finale contro il Consadole Sapporo permetterà a Hiroyuki Abe di segnare un gol con un assist vincente, la partita finirà 3-3 e ai rigori la squadra vincerà per 5-4. Segnerà il suo primo gol nella J1 League, nell'edizione 2019 con un tiro di testa nella vittoria per 4-0 contro lo Shimizu S-Pulse, segnerà una rete pure nella vittoria per 2-0 ai danni dell'Urawa Red Diamonds e un'altra battendo per 2-1 il Consadole Sapporo, e per ben due volte farà un gol contro il Júbilo Iwata vincendo entrambe le partite, la prima per 3-1 e la seconda per 2-0. Vincerà l'edizione successiva del campionato, quella del 2020 dove Wakizaka segnerà tre reti, la prima aprendo le marcature battendo per 5-1 lo Yokohama FC, poi un altro su punizione vincendo per 5-2 contro il Cerezo Osaka e infine segnerà nel pareggio per 1-1 contro il Kashima Antlers.

### Nazionale
Nel 2017 giocherà alle Universiade vincendo l'oro, segnando una doppietta battendo per 6-0 l'Italia.
Otterrà la sua prima convocazione in nazionale maggiore il 25 marzo 2021, partita vinta per 3-0 contro la Corea del Sud entrando in partita nei minuti finale del secondo tempo, sostituendo Takumi Minamino.

## Statistiche

### Presenze e reti nei club
Statistiche aggiornate al 9 dicembre 2023.
| Stagione                 | Club                     | Campionato               | Campionato | Campionato | Coppe nazionali | Coppe nazionali | Coppe nazionali | Coppe continentali | Coppe continentali | Coppe continentali | Altre coppe | Altre coppe | Altre coppe | Totale | Totale |
| Stagione                 | Club                     | Comp                     | Pres       | Reti       | Comp            | Pres            | Reti            | Comp               | Pres               | Reti               | Comp        | Pres        | Reti        | Pres   | Reti   |
| ------------------------ | ------------------------ | ------------------------ | ---------- | ---------- | --------------- | --------------- | --------------- | ------------------ | ------------------ | ------------------ | ----------- | ----------- | ----------- | ------ | ------ |
| 2018                     | Kawasaki Frontale        | J1                       | 0          | 0          | CG+CdL          | 1+0             | 0               | ACL                | 1                  | 0                  | SG          | 0           | 0           | 2      | 0      |
| 2019                     | Kawasaki Frontale        | J1                       | 18         | 5          | CG+CdL          | 3+4             | 0+2             | ACL                | 3                  | 2                  | SG          | 0           | 0           | 28     | 9      |
| 2020                     | Kawasaki Frontale        | J1                       | 31         | 3          | CG+CdL          | 1+5             | 0+1             | -                  | -                  | -                  | -           | -           | -           | 37     | 4      |
| 2021                     | Kawasaki Frontale        | J1                       | 35         | 3          | CG+CdL          | 5+2             | 1+0             | ACL                | 6                  | 2                  | SG          | 1           | 0           | 49     | 6      |
| 2022                     | Kawasaki Frontale        | J1                       | 32         | 5          | CG+CdL          | 1+2             | 0+1             | ACL                | 6                  | 1                  | SG          | 1           | 0           | 42     | 7      |
| 2023                     | Kawasaki Frontale        | J1                       | 30         | 9          | CG+CdL          | 5+5             | 0+2             | ACL                | 5                  | 2                  | -           | -           | -           | 45     | 13     |
| Totale Kawasaki Frontale | Totale Kawasaki Frontale | Totale Kawasaki Frontale | 146        | 25         |                 | 34              | 7               |                    | 21                 | 7                  |             | 2           | 0           | 203    | 39     |
| Totale carriera          | Totale carriera          | Totale carriera          | 146        | 25         |                 | 34              | 7               |                    | 21                 | 7                  |             | 2           | 0           | 203    | 39     |

### Cronologia presenze e reti in nazionale
| Cronologia completa delle presenze e delle reti in nazionale ― Giappone | Cronologia completa delle presenze e delle reti in nazionale ― Giappone | Cronologia completa delle presenze e delle reti in nazionale ― Giappone | Cronologia completa delle presenze e delle reti in nazionale ― Giappone | Cronologia completa delle presenze e delle reti in nazionale ― Giappone | Cronologia completa delle presenze e delle reti in nazionale ― Giappone | Cronologia completa delle presenze e delle reti in nazionale ― Giappone | Cronologia completa delle presenze e delle reti in nazionale ― Giappone |
| Data                                                                    | Città                                                                   | In casa                                                                 | Risultato                                                               | Ospiti                                                                  | Competizione                                                            | Reti                                                                    | Note                                                                    |
| ----------------------------------------------------------------------- | ----------------------------------------------------------------------- | ----------------------------------------------------------------------- | ----------------------------------------------------------------------- | ----------------------------------------------------------------------- | ----------------------------------------------------------------------- | ----------------------------------------------------------------------- | ----------------------------------------------------------------------- |
| 25-3-2021                                                               | Yokohama                                                                | Giappone                                                                | 3 – 0                                                                   | Corea del Sud                                                           | Amichevole                                                              | -                                                                       | 86’                                                                     |
| 19-7-2022                                                               | Kashima                                                                 | Giappone                                                                | 6 – 0                                                                   | Hong Kong                                                               | Coppa dell'Asia orientale 2022                                          | -                                                                       | 65’                                                                     |
| 24-7-2022                                                               | Toyota                                                                  | Giappone                                                                | 0 – 0                                                                   | Cina                                                                    | Coppa dell'Asia orientale 2022                                          | -                                                                       | 84’                                                                     |
| 27-7-2022                                                               | Toyota                                                                  | Giappone                                                                | 3 – 0                                                                   | Corea del Sud                                                           | Coppa dell'Asia orientale 2022                                          | -                                                                       | 78’                                                                     |
| Totale                                                                  |                                                                         | Presenze                                                                | 4                                                                       |                                                                         | Reti                                                                    | 0                                                                       |                                                                         |

## Palmarès

### Club
- Campionato giapponese: 3

Kawasaki Frontale: 2018, 2020, 2021
- Supercoppa del Giappone: 3

Kawasaki Frontale: 2019, 2021, 2024
- Coppa J. League: 1

Kawasaki Frontale: 2019
- Coppa dell'Imperatore: 2

Kawasaki Frontale: 2020, 2023

### Nazionale
- Universiade: 1

2017
- Coppa dell'Asia orientale: 1

2022

### Individuale
- Squadra del campionato giapponese: 3

2021, 2022, 2023